# Rabouillet
Rabouillet (in catalano Rebollet) è un comune francese di 110 abitanti situato nel dipartimento dei Pirenei Orientali nella regione dell'Occitania.

## Società

### Evoluzione demografica
Abitanti censiti